# Umberto Scotti
Umberto Scotti (Oriano sopra Ticino, 27 gennaio 1885 – Sesto Calende, 5 gennaio 1969) è stato un calciatore italiano, di ruolo attaccante.

## Carriera
Giocatore del Milan, fu titolare per un'unica stagione, nella quale i rossoneri furono eliminati in semifinale dalla Juventus, nonostante una marcatura segnata proprio da Scotti, che chiuse dunque la sua breve carriera con tre presenze ufficiali.